# El Real de la Jara
El Real de la Jara ist eine südwestspanische Kleinstadt und eine Gemeinde (municipio) mit nur noch 1.531 Einwohnern (Stand: 2024) im Norden der Provinz Sevilla in der Autonomen Gemeinschaft Andalusien.

## Lage und Klima
Die etwa 465 m hoch gelegene Kleinstadt El Real de la Jara liegt im Südteil der Iberischen Hochebene (meseta) nahe der Verbindungsstraße zwischen Sevilla (ca. 78 km südlich) und Mérida (ca. 130 km nördlich). Nur ca. 64 km trennen den Ort von der nordwestlich gelegenen sehenswerten Kleinstadt Llerena. Das Klima ist gemäßigt bis warm; Regen (ca. 695 mm/Jahr) fällt überwiegend im Winterhalbjahr.

## Bevölkerungsentwicklung
| Jahr      | 1857 | 1900  | 1950  | 2000  | 2020  |
| Einwohner | 543  | 1.497 | 3.103 | 1.622 | 1.514 |

Aufgrund der zunehmenden Mechanisierung der Landwirtschaft, der Aufgabe bäuerlicher Kleinbetriebe und dem daraus entstandenen Mangel an Arbeitsplätzen wanderten viele Familien und Einzelpersonen seit der Mitte des 20. Jahrhunderts in die größeren Städte ab (Landflucht).

## Wirtschaft
An erster Stelle im Wirtschaftsleben der Gemeinde steht traditionell die ursprünglich zur Selbstversorgung betriebene Landwirtschaft. Auf den Feldern werden Weizen, Gerste, Wein etc. kultiviert; die Hausgärten lieferten Gemüse und später auch Kartoffeln und Tomaten. Seit den 1960er Jahren spielt auch der innerspanische Tourismus eine gewisse Rolle im Wirtschaftsleben der Gemeinde.

## Geschichte
In der Antike lag El Real de la Jara an der Via de la Plata, die von Hispalis (Sevilla) über Emerita Augusta (Merida) nach Asturica Augusta (Astorga) führte. Westgotische und selbst maurische Spuren fehlen. Um das Jahr 1235 wurden der Ort und sein Umland durch Truppen Ferdinands III. von Kastilien zurückerobert (reconquista) und anschließend mit Christen aus dem Norden der Iberischen Halbinsel wiederbesiedelt (repoblación). Für die Unterstützung im Kampf gegen die Mauren, insbesondere gegen das Nasridenreich von Granada, erhielt der Ort den Beinamen El Real.

## Sehenswürdigkeiten
- Die örtliche Burg mit ihren acht Türmen liegt auf einer Anhöhe; sie lässt sich auf das 14. Jahrhundert datieren. Zum Bau wurden sowohl Natursteine als auch Ziegelsteine und Stampflehm verwandt.[6]
- Die Iglesia de San Bartolomé entstammt dem 15. Jahrhundert, doch wurde sie danach noch zweimal modernisiert. Ihr heutiges Bild gleicht dem einer einfachen dreischiffigen Barockkirche mit Gratgewölben. Interessant ist das barocke Altarretabel (retablo) aus dem 18. Jahrhundert.[7]

Umgebung
- Etwa 1,5 km nördlich des Ortes, auf dem Gebiet der Nachbargemeinde Monesterio, befinden sich die Ruinen des Castillo de las Torres.[8]